# Dolophilodes major
Dolophilodes major är en nattsländeart som först beskrevs av Banks 1914.  Dolophilodes major ingår i släktet Dolophilodes och familjen stengömmenattsländor. Inga underarter finns listade i Catalogue of Life.